# Jagdstrecke
Die Jagdstrecke, oft auch einfach kurz Strecke genannt, bezeichnet die gesamte auf der Jagd erlegte (in der Jägersprache auch: gestreckte) Jagdbeute innerhalb eines bestimmten Gebietes und Zeitraums und ist in dieser Bedeutung synonym mit Jagdstatistik. Als Fangerfolg pro Fläche und Zeitaufwand kann die Jagdstrecke als ein relatives Maß und Index der Populationsgröße dienen. Der Begriff der (Jagd-)Strecke wird zudem auch für das beim sogenannten Streckelegen gemäß jagdlichem Brauchtum geordnet abgelegte Wild nach Treib- und Drückjagden verwendet.

## Streckelegen
In Deutschland, Österreich und einigen weiteren Ländern gehört zum jagdlichen Brauchtum das sogenannte Streckelegen, bei dem es sich um die ritualisierte Präsentation des erlegten Wildes nach einer Treibjagd handelt. Im Interesse der Wildbrethygiene bzw. Fleischqualität wird vom Streckelegen z. T. Abstand genommen oder der Ablauf abgeändert, etwa indem nur ein Teil der Jagdstrecke symbolisch präsentiert wird, während die übrigen Wildkörper unmittelbar in die Kühlung gehen.

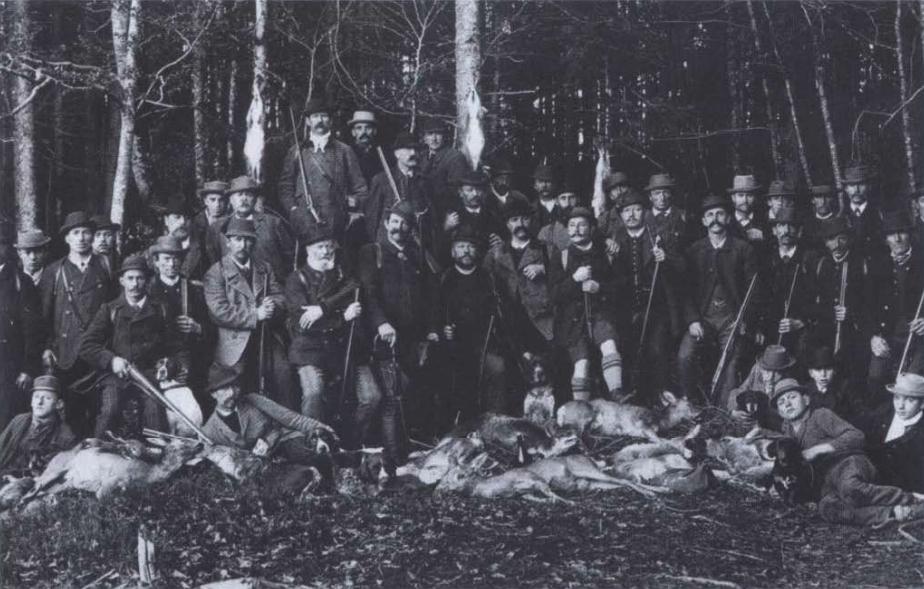
Bayerische Bauern nach einer Treibjagd mit einer Strecke bestehend aus Reh, Hase und Fuchs, ca. 1890
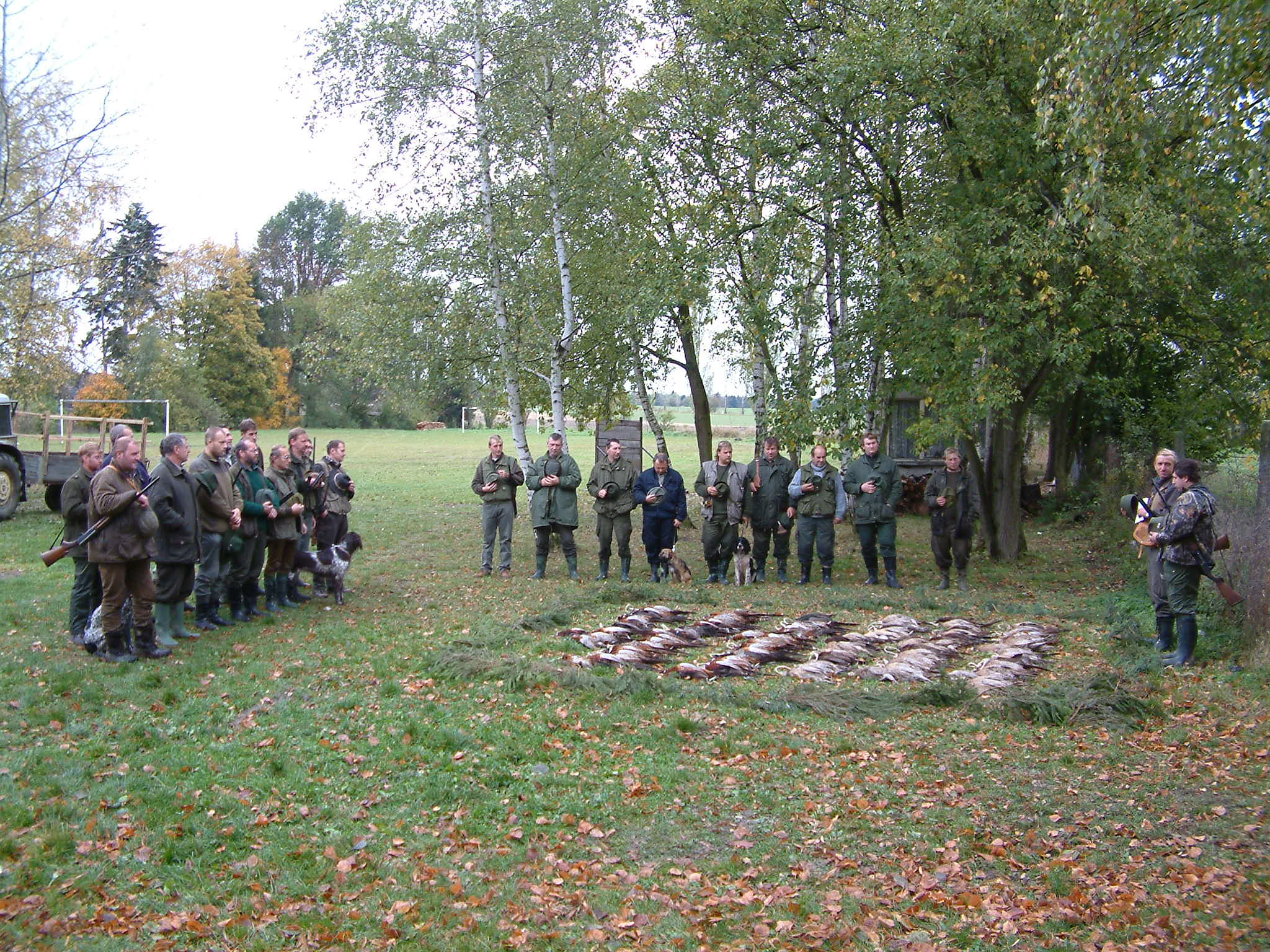
Streckelegen nach einer Treibjagd auf Fasanen in Tschechien
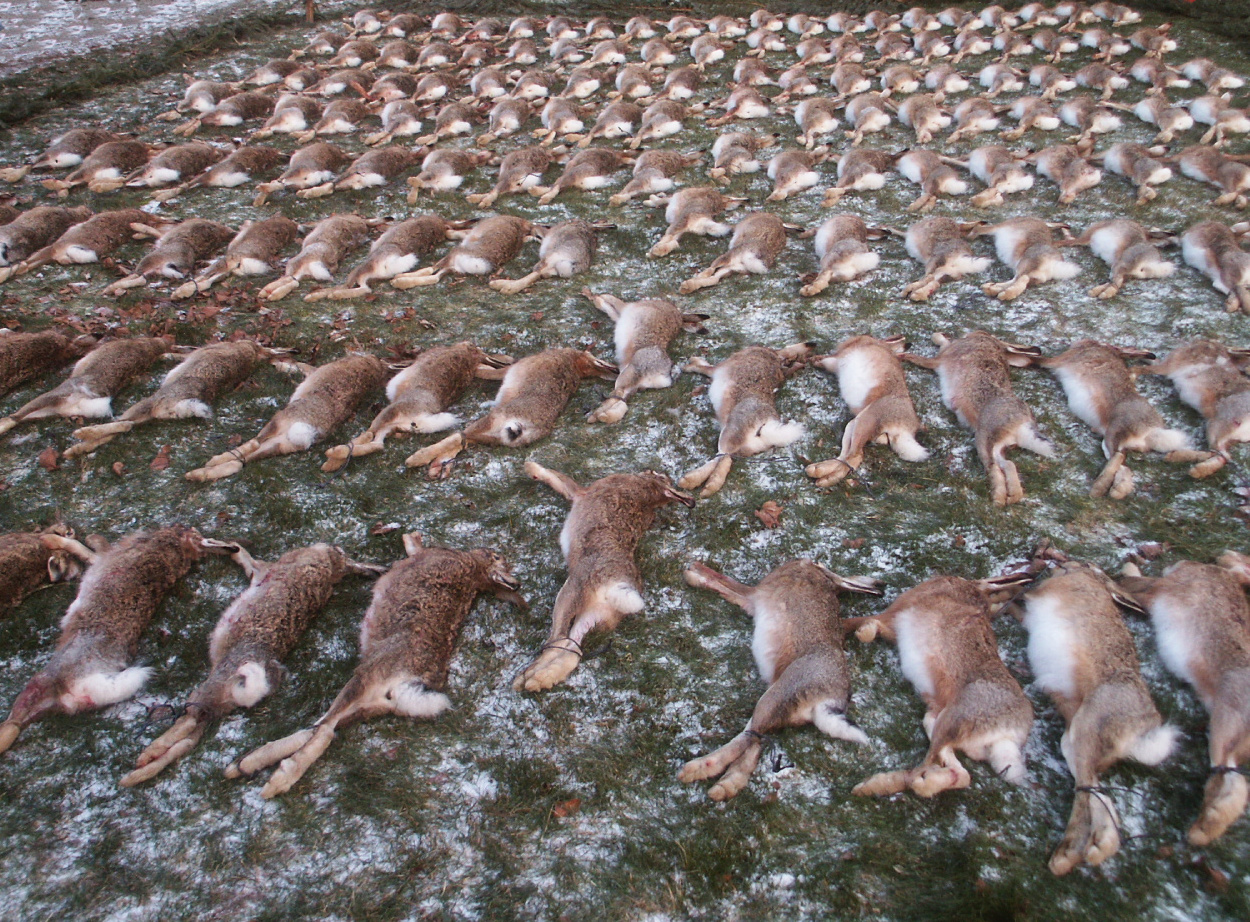
Streckelegen nach einer Treibjagd auf Feldhasen in Niedersachsen
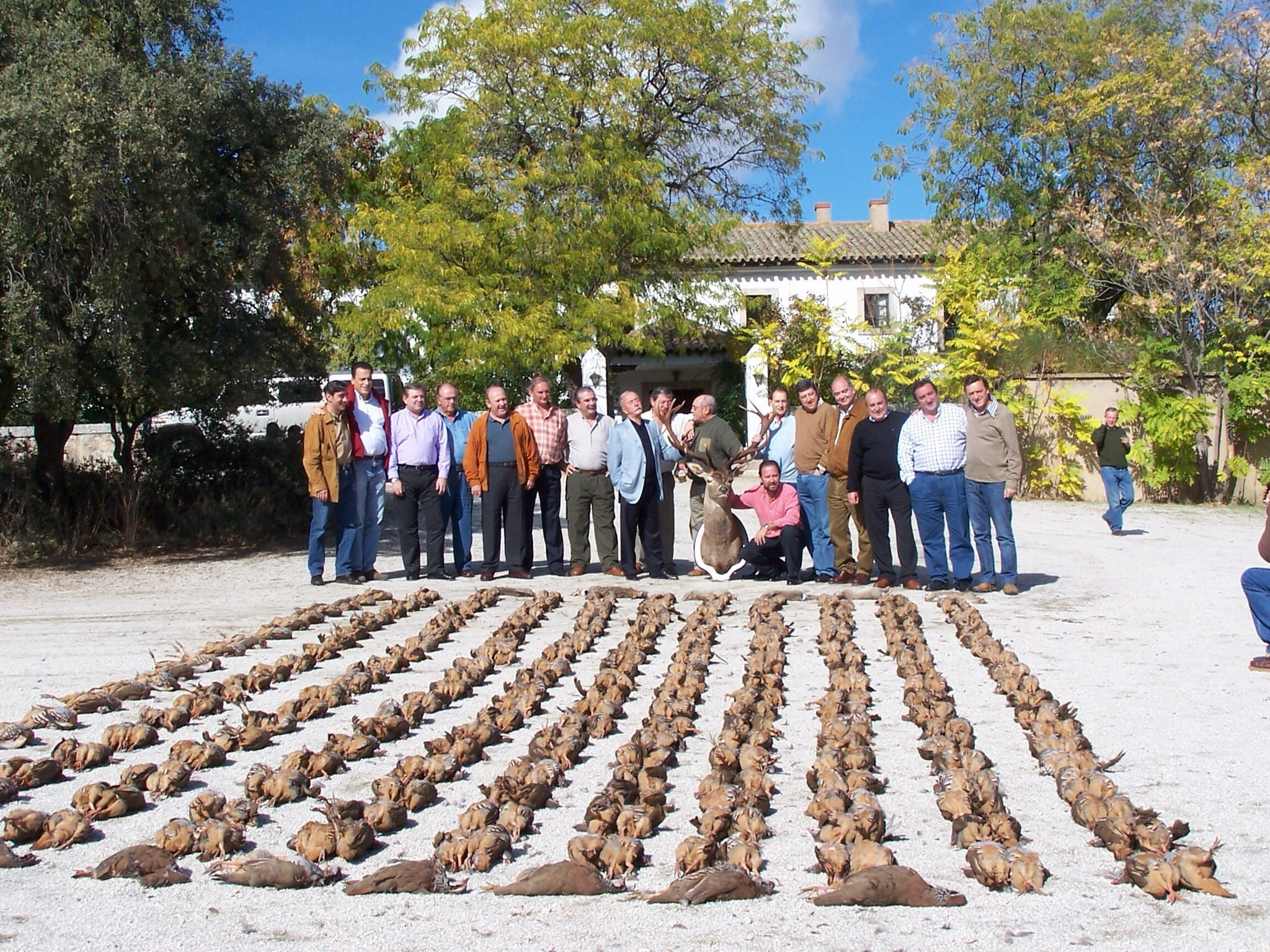
Streckelegen nach einer Treibjagd auf Rothühner in Spanien

In Deutschland wird das Wild beim Streckelegen üblicherweise in einer bestimmten Anordnung auf seiner rechten Körperseite abgelegt. Es gibt dazu eine alte Auslegung, dass die rechte Seite die „gute Seite“ sei – das heißt, es werde durch das Legen auf die rechte Körperseite verhindert, dass die „Erddämonen“ in das Wild eindringen. In bestimmter Reihenfolge wird das Wild auf der Strecke angeordnet. Das Schalenwild auf der Strecke wird mit Bruchzeichen gerecht verbrochen. Als Bruch in der Jagdtradition gelten Zweige von gerechten Holzarten wie zum Beispiel Eiche oder Fichte, die dem erlegten Tier ins Maul (Jägersprache: Äser) gesteckt werden. Der Schütze des Wildes erhält zur Anerkennung den Schützenbruch – ein Zweig, benetzt mit etwas Blut (Schweiß) des von ihm erlegten Tieres, der vom erfolgreichen Jäger im Hutband getragen wird. Alles Wild hat ein jeweiliges Totsignal und wird entsprechend verblasen. Zum Abschluss wird die gesamte Strecke mit Jagd vorbei und Halali verblasen.

## Jagdstrecken

### Deutschland

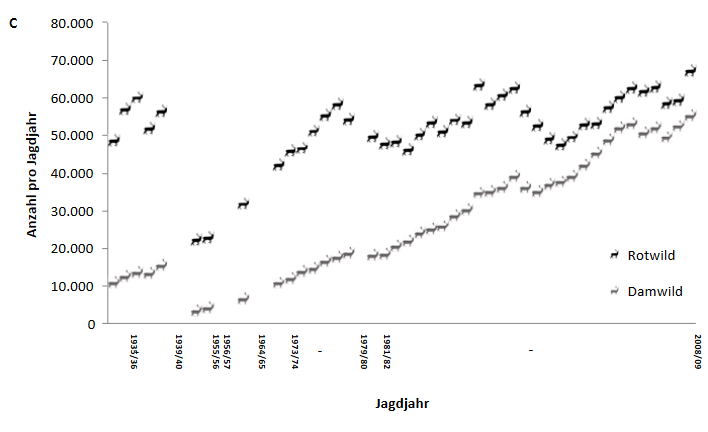
Entwicklung der Jahresjagdstrecken von Rothirsch (Cervus elaphus) und Damhirsch (Dama dama) in Deutschland zwischen 1935 und 2009

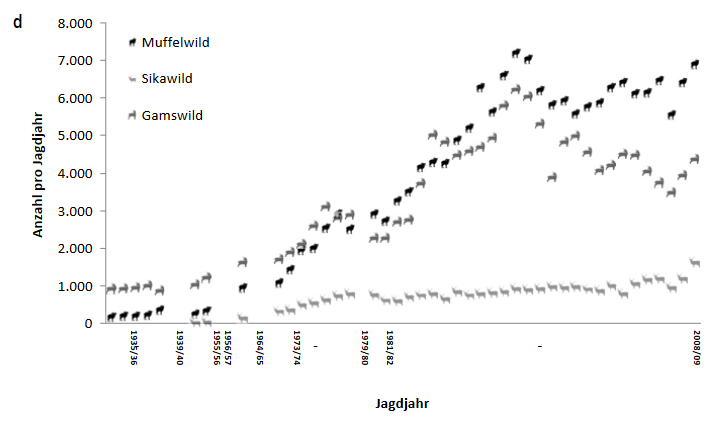
Entwicklung der Jahresjagdstrecken von Mufflon (Ovis aries musimon), Sikahirsch (Cervus nippon) und Gämse (Rupicapra rupicapra) in Deutschland zwischen 1935 und 2009

Die jährliche Jagdstrecke bzw. Jagdstatistik wird durch die zuständigen Jagdbehörden der Bundesländer auf Landkreisebene erhoben und anschließend auf Bundesebene zusammengeführt.

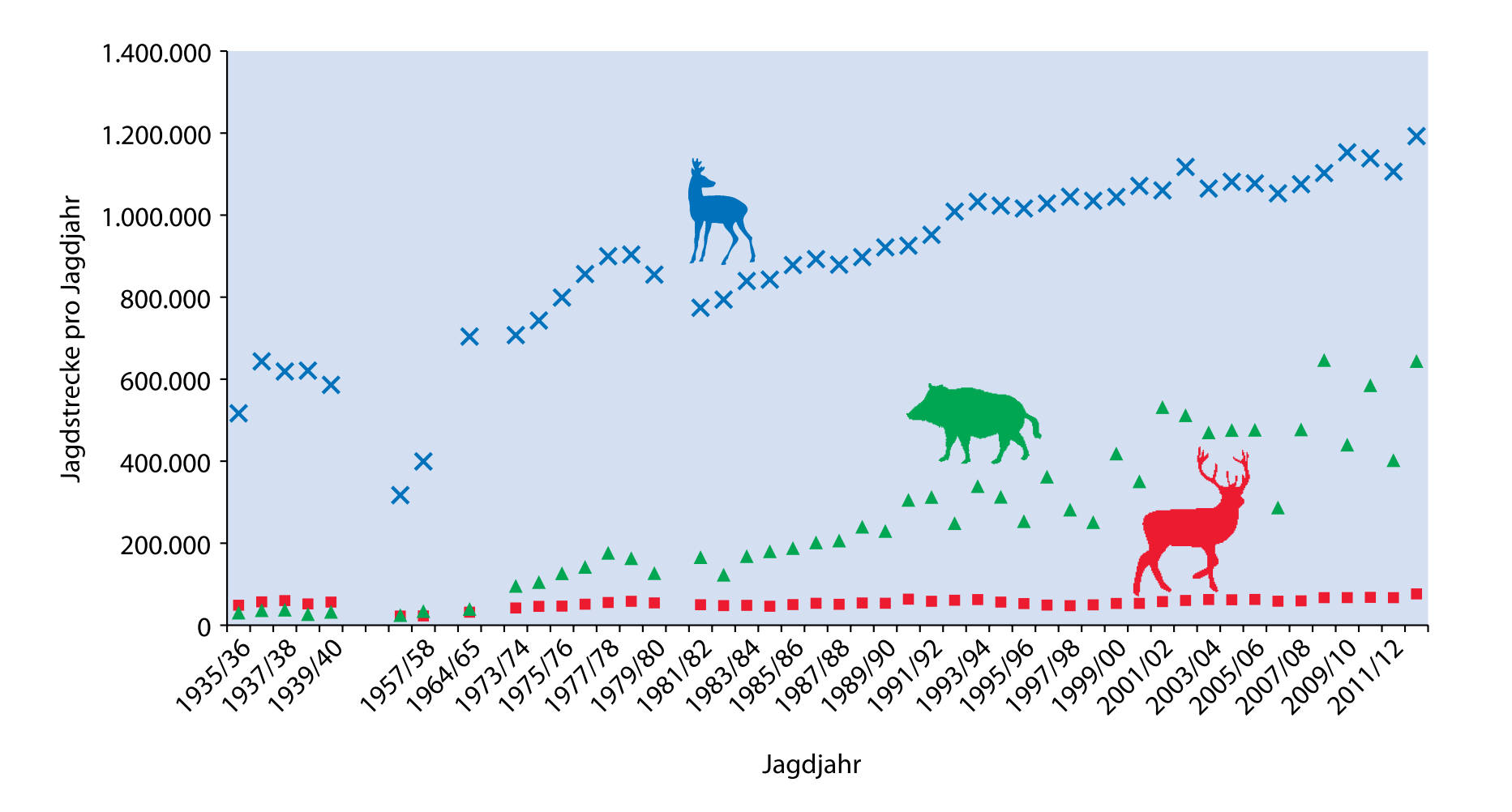
Entwicklung Jahresjagdstrecken von Reh, Wildschwein und Rothirsch in Deutschland zwischen den Jagdjahren (1. April bis 31. März des Folgejahres) 1935/1936 und 2012/2013

#### Aktuell – Jagdjahr 2020/21
| Art                                                    | Stück     |
| ------------------------------------------------------ | --------- |
| Rothirsch                                              | 76.458    |
| Damhirsch                                              | 66.547    |
| Sikahirsch                                             | 2.453     |
| Wildschwein                                            | 687.581   |
| Reh                                                    | 1.285.562 |
| Gämse                                                  | 4.587     |
| Mufflon                                                | 8.157     |
| Feldhase                                               | 145.282   |
| Wildkaninchen                                          | 77.568    |
| Fasan                                                  | 52.074    |
| Rebhuhn                                                | 2.046     |
| Waldschnepfe                                           | 4.197     |
| Wildgänse (verschiedene Arten)                         | 116.002   |
| Wildenten (verschiedene Arten, überwiegend Stockenten) | 221.797   |
| Wildtauben (verschiedene Arten)                        | 303.021   |
| Rotfuchs                                               | 459.284   |
| Dachs                                                  | 86.745    |
| Baummarder                                             | 7.810     |
| Steinmarder                                            | 48.636    |
| Iltis                                                  | 8.548     |
| Wiesel                                                 | 3.766     |
| Waschbär                                               | 200.163   |
| Marderhund                                             | 33.010    |
| Nutria                                                 | 101.108   |

Datenquelle: 

#### Historisch – Jagdjahr 1936/37
| Art                            | Stück     | kg        | Wert in Reichsmark |
| ------------------------------ | --------- | --------- | ------------------ |
| Elch                           | 246       | 19.700    | 36.900             |
| Rothirsch                      | 56.960    | 2.734.100 | 3.987.200          |
| Damhirsch                      | 12.743    | 356.800   | 573.400            |
| Reh                            | 643.364   | 7.720.400 | 10.293.800         |
| Mufflon                        | 188       | 4.500     | 6.600              |
| Gämse                          | 955       | 30.600    | 28.700             |
| Wildschwein                    | 36.642    | 1.758.800 | 1.648.900          |
| Feldhase                       | 2.948.839 | 8.256.700 | 8.846.500          |
| Wildkaninchen                  | 1.792.681 | 2.151.200 | 1.792.700          |
| Rotfuchs                       | 218.229   | -         | 2.182.300          |
| Dachs                          | 18.206    | -         | 182.100            |
| Fasan                          | 1.013.595 | 810.900   | 1.773.800          |
| Rebhuhn                        | 2.043.288 | 1.226.000 | 2.043.300          |
| Wildenten (verschiedene Arten) | 378.674   | 302.900   | 473.300            |
| Bussarde (verschiedene Arten)  | 28.969    | -         | -                  |

Im Jagdjahr 1936/1937 war in Deutschland für die Bejagung eine Fläche von 45,4 Millionen Hektar zugelassen. Der Gesamtwert der Jagdstrecke 1936/1937 betrug 34.963.400 Reichsmark.

### Österreich

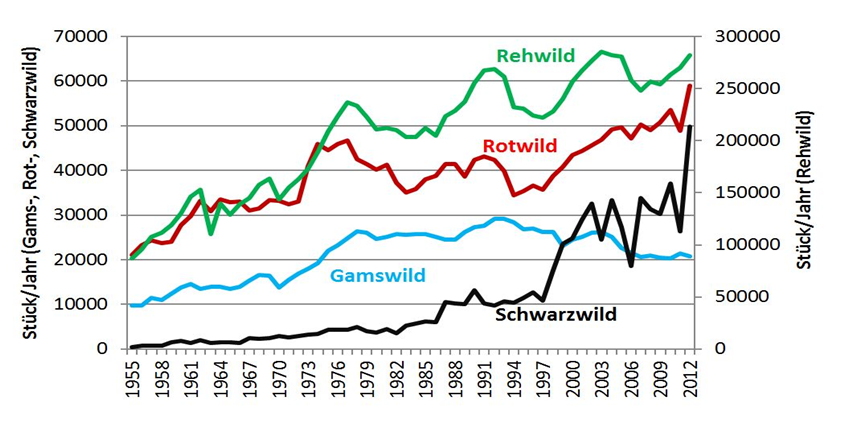
Entwicklung der Jahresjagdstrecken von Reh-, Rot, Gams- und Schwarzwild in Österreich zwischen 1955 und 2012

#### Aktuell – Jagdjahr 2017/18
| Art                             | Abschuss | Fallwild |
| ------------------------------- | -------- | -------- |
| Rothirsch                       | 61.545   |          |
| Reh                             | 285.718  | 71.969   |
| Gämse                           | 21.048   |          |
| Steinbock                       | 619      |          |
| Wildschwein                     | 40.297   |          |
| Feldhase                        | 94.245   | 27.351   |
| Rotfuchs                        | 67.730   |          |
| Marder                          | 22.822   |          |
| Wiesel                          | 10.231   |          |
| Fasan                           | 50.775   | 9.415    |
| Rebhuhn                         | 2.412    | 339      |
| Wildtauben (verschiedene Arten) | 14.910   |          |
| Wildenten (verschiedene Arten)  | 50.810   |          |

Daten: Statistik Austria

### Schweiz

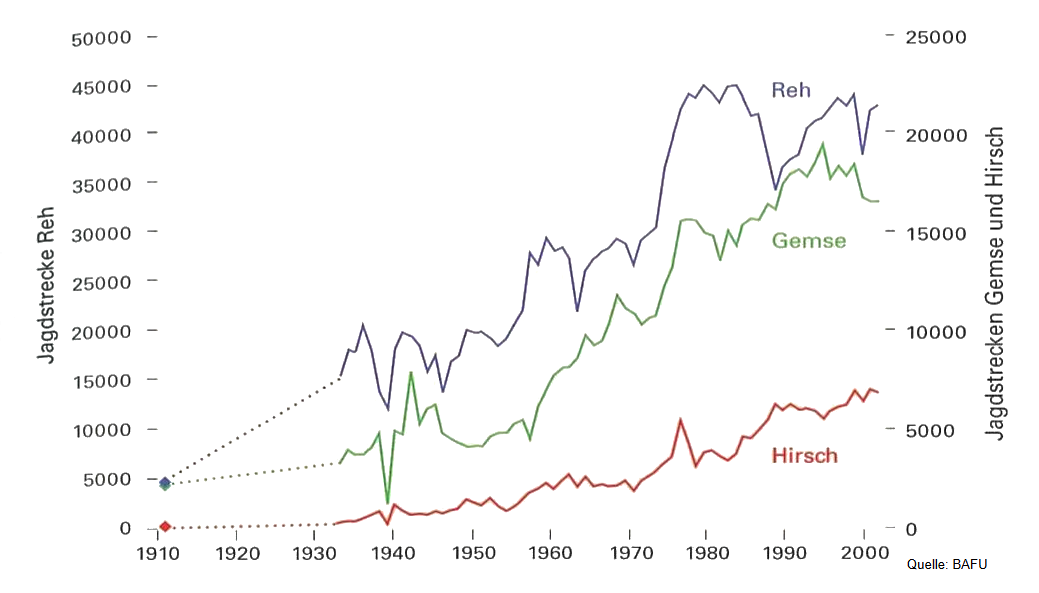
Entwicklung Jahresjagdstrecken von Reh, Gämse und Rothirsch in der Schweiz zwischen den Jahren im Zeitraum von etwa 1910 bis 2000

#### Aktuell – Jagdjahr 2017
| Art                      | Stück (Abschuss ohne Fallwild und Spezialabschuss) |
| ------------------------ | -------------------------------------------------- |
| Reh                      | 44.124                                             |
| Rothirsch                | 14.546                                             |
| Gämse                    | 11.578                                             |
| Wildschwein              | 10.766                                             |
| Steinbock                | 1.185                                              |
| Sikahirsch               | 91                                                 |
| Damhirsch                | 1                                                  |
| Rotfuchs                 | 25.779                                             |
| Dachs                    | 3.770                                              |
| Baummarder               | 224                                                |
| Steinmarder              | 1.260                                              |
| Marderhund               | 1                                                  |
| Waschbär                 | 2                                                  |
| Feldhase                 | 1.708                                              |
| Schneehase               | 971                                                |
| Wildkaninchen            | 5                                                  |
| Alpenmurmeltier          | 5.073                                              |
| Bisamratte               | 12                                                 |
| Nutria                   | 5                                                  |
| Baumwollschwanzkaninchen | 43                                                 |
| Stockente                | 4.871                                              |

Daten: Eidgenössische Jagdstatistik